# Spolupráce
Spolupráce neboli kooperace je druh sociální interakce. Jedná se o základní formu sociálního chování organismů. Není tedy typická jen pro člověka. Spolupráce znamená společné úsilí zaměřené na dosažení prospěchu všech, kteří se na něm podílejí. Opakem spolupráce je kompetice nebo dokonce přímo soupeření a konkurenční boj.

## Spolupráce lidí
Vhodnější než negativní motivace je přirozeně pozitivní motivace ke spolupráci. Může se např. jednat o finanční motivaci, získání důvěry spolupracující osoby, vhodně vedený dialog apod.
Spolupráci může též rozvíjet negativní motivace, jako vidina trestu. Též víra ve všemocného a vševědoucího Boha (božstva) a v posmrtný život pomáhá rozvoji spolupráce a spravedlivému jednání s druhými. či prožití násilí. Větší tým však nemusí znamenat rozvoj, ale spíše podporuje konzervativní přístup.